# Escândalo das passagens aéreas
Escândalo das passagens aéreas, ou Farra das passagens, é nome popular usado para designar uma crise política do Brasil sobre o uso irregular da cota de passagens aéreas a que todo parlamentar tem direito no Congresso Nacional. As cotas que os deputados tem direito são bancadas pelo erário público, e em vez de serem usadas pelos deputados para retornar as suas bases eleitorais, por muitas vezes patrocinaram viagens ao exterior, ou viagens de amigos e parentes dos deputados.

## O Escândalo
No dia 4 de abril de 2009, o jornal O Estado de S. Paulo, revelou que ao menos quatro senadores teriam usado o dinheiro destinado a compra de bilhetes aéreos para fretar aviões particulares, com agravante de ter sido feito com o aval da mesa diretora do senado. Segundo a publicação, o Ato da Comissão Diretora do Senado, datado de 15 de dezembro de 1988, que extingue à ajuda de custo para transporte aéreo, não prevê que os bilhetes possam ser transformados em dinheiro para fretar jatinhos. Apesar de tudo, quatro senadores - Tasso Jereissati (PSDB-CE), Mário Couto (PSDB-PA), Jefferson Praia (PDT-AM), Heráclito Fortes (DEM-PI) - segundo o próprio senador Jereissati ele teria gasto cerca de R$ 358 mil reais nessa modalidade, mas tudo teria sido autorizado pela mesa diretora do Senado, através do seu primeiro-secretário o senador Efraim Morais (DEM-PB).
No dia 14 de abril de 2009, o site Congresso em Foco, denuncia que o deputado Fábio Faria (PMN-RN), teria usado sua cota de passagens aéreas para pagar viagens de atores da TV Globo - Kayky Brito, Sthefany Brito e Samara Felippo - para o Carnatal, carnaval fora de época da cidade de Natal, também para pagar sete viagens da sua ex-namorada Adriane Galisteu, e de sua mãe Emma Galisteu, entre outras pessoas, entre os anos de 2007 e 2008.
No dia 15 de abril do mesmo ano, o Congresso em Foco, revela que deputados que se tornaram ministros continuaram usufruindo da cota de passagens aéreas a qual tem eles tinham direito como deputados, mas o Ato 42 da Mesa da Casa, de 2000, afirma que os deputados não podem utilizar a cota enquanto seus suplentes estiverem em exercício. O ministro José Mucio (PTB-PE), após assumir o cargo no Palácio do Planalto utilizou o expediente 54 vezes, o ministro Reinhold Stephanes fez uso do mesmo 15 vezes, o ministro Geddel Vieira Lima (PMDB-BA) usou 4 vezes. Das 54 viagens feitas através da cota de José Mucio apenas 4 o tiveram como passageiro. De acordo com o Congresso em Foco, os voos contratados pelo ministro saíam de Brasília e iam para Rio, Recife, São Paulo e Porto Alegre. E ainda existem sete viagens realizadas por parentes do ministro.
No dia 16 de abril, é revelado que cinco dos onze integrantes da Mesa Diretora da Câmara dos Deputados, usaram a sua cota de passagens aéreas para viajar ao exterior, ou bancar viagens de amigos e parentes. O deputado Inocêncio Oliveira (PR-PE) na época segundo-secretário da Câmara usou sua cota para patrocinar viagens internacionais de sua mulher, uma neta e suas três filhas. Sua mulher Ana Elisa e sua a filha Shely viajaram para Frankfurt, Milão e Nova York através das cotas. Outras duas filhas receberam passagens para Frankfurt e Nova York, e a neta Amanda recebeu passagem para Miami. O terceiro-secretário, Odair Cunha (PT-MG), o quarto-secretário, Nelson Marquezelli (PTB-SP), o terceiro suplente, Leandro Sampaio (PPS-RJ), e o quarto suplente, Manoel Junior (PSB-PB) também usaram suas cotas para viagens ao exterior.
O deputado Leandro Sampaio usou a cota para emitir onze bilhetes para Alemanha, Chile e Argentina para ele, seus amigos e sua família. Em resposta disse que estava participando de encontros antiaborto. Nelson Marquezelli viajou a Nova York e Buenos Aires com a mulher, Maria Alice, em resposta disse que Maria Alice comprou seus próprios bilhetes e usou milhagens para os seus bilhetes. E disse desconhecer três pessoas da mesma família - Luana, Luma e Robert Leroy - que viajaram para Paris com cotas de seu gabinete. O deputado Odair Cunha teve sua cota usada para emitir um bilhete para Geraldo Silva viajar de Buenos Aires para o Rio, em maio de 2008, o deputado explicou que cedeu milhagem para um padre conhecido. "O uso da cota foi para pagar a taxa de embarque, de R$ 92, mas mandei devolver". Manoel Junior, o quarto suplente da Mesa, teve passagem de Buenos Aires para São Paulo emitida em sua cota. A assessoria do deputado em resposta disse que ele não lembra o motivo da viagem.
No dia 17 de abril, é revelado que passagens da cota da deputada federal Luciana Genro (PSOL-RS) foram emitidas em nome do Protógenes Queiroz quando este viajou para Porto Alegre para participar de uma palestra na Universidade Federal do Rio Grande do Sul  (UFRS) e de um ato contra a corrupção.
No dia 20 de abril, o presidente da Câmara Michel Temer (PMDB-SP) que ele destinou "parte da cota de passagens aéreas a familiares e terceiros não envolvidos diretamente com a atividade do parlamento", o deputado Fernando Gabeira (PV-RJ) também admite que usou sua cota de passagens aéreas para levar sua filha ao exterior.
Em 22 de abril, Antônio Carlos Magalhães Neto admitiu em entrevista ao jornal Folha de S.Paulo que "isso pode ter acontecido", referindo-se ao uso da cota para viajar com a mulher a Paris.

### Fraude e comércio ilegal das cotas
No dia 16 de abril de 2009, foi criado uma comissão de sindicância na Câmara para investigar a suspeita de fraude e comércio ilegal das cotas de passagens aéreas concedidos mensalmente aos deputados. Os ministros do Supremo Tribunal Federal Eros Grau e Gilmar Mendes teriam sido vítimas do esquema. Os registros de viagens pagas com cotas do deputados mostram que o ministro Eros Grau, teria recebido passagens, através da cota do deputado Fernando de Fabinho (DEM-BA), na ocasião do dia 31 de março de 2008, mas a passagem segundo o ministro, que tem o comprovante de pagamento do bilhete, foi paga pela Universidade do Estado do Rio de Janeiro (Uerj), que o convidou para uma solenidade. No caso de Gilmar Mendes as passagens que ele e sua mulher, no valor total de R$ 9.246,34, pagos em cinco parcelas com o cartão de crédito do ministro, teriam vindo através de recursos do gabinete do deputado Paulo Roberto (PTB-RS).
A suspeita é que a sobra da cota dos parlamentares sejam vendidas ilegalmente para agências de viagem. Esquema semelhante é investigado pelo Ministério Público Federal do Distrito Federal desde o ano passado. Os procuradores apuram o envolvimento do ex-deputado Lino Rossi (PP-MT), da ex-deputada Thaís Barbosa (PMDB-MT), de dois ex-funcionários da Câmara e de um agente de viagens na fraude.
Também um possível suspeito é do deputado Luiz Bittencourt (PMDB-GO), suspeita-se que uma agência de viagens em Maringá, no Paraná, negociava as passagens que eram da cota do parlamentar. O deputado nega saber de qualquer ilegalidade na emissão de suas passagens.
A agência que vendeu as passagens ao ministro Gilmar Mendes é a Terra Turismo, a agência teve um posto no Supremo até janeiro de 2008, depois passou para um prédio comercial em Brasília, e após fechou a filial. O diretor da agência, Walter Nery Hilel, que trabalha na matriz, em Belo Horizonte, disse que a Terra Turismo, mesmo depois de vencido o contrato com o Supremo, manteve entre seus clientes muitos funcionários e ministros do tribunal. Walter confirmou que a funcionária responsável pela venda das passagens a Mendes, Suelma Dias dos Santos, trabalhou na agência. Walter estranhou o fato de que o débito no extrato do cartão de crédito de Gilmar Mendes não indique pagamento à agência Terra, mas a uma empresa de nome Mania Tour.
A assessoria do deputado Paulo Roberto, em resposta as denúncias, afirmou que um funcionário de seu gabinete fora demitido em 2008 por suspeita de usar os créditos excedentes da cota sem autorização. Fernando de Fabino, falou que iria ouvir os funcionários de seu gabinete, segundo o próprio, se for constatada alguma irregularidade iria demitir os responsáveis.

## Consequências
Na Câmara ficou decidido que as passagens só poderão ser usadas pelo próprio deputado e em território nacional. O assessor que precisar viajar para representar um deputado poderá usufruir da cota, desde que seja autorizado pela terceira secretária da Mesa Diretora. O uso de todas as passagens será passível de visão na internet, para garantir transparência.
No Senado, o uso ficou a restrito a senadores e a assessores, esses informando o motivo do voo, e apenas em voos nacionais. Foram extintas as cotas suplementares para os membros da Mesa Diretora, e a acumulação de cotas. Também ficou decidido que os senadores do Distrito Federal terão direito a uma cota igual aos senadores de Goiás.
Em junho de 2009, o então presidente da Câmara, Michel Temer afirmou que a apuração sobre o caso deveria ser arquivada, já que o regimento interno, antes, não proibia esse tipo de prática. Em outubro do mesmo ano, o TCU publicou acordãos cobrando do Senado e da Câmara a devolução dos valores, mas transferindo a responsabilidade da investigação para o próprio Senado e Câmara. O relator do caso foi o ministro Raimundo Carneiro, indicado ao cargo pelo Senado, onde teria sido secretário-geral da Mesa por 12 anos, e no seu parecer teria recusado medidas mais rigorosas contra os parlamentares, recomendadas pela área técnica do tribunal.

## Processo judicial
Em novembro de 2016, a Procuradoria Regional da República da 1ª Região apresentou 52 denúncias, com 443 ex-deputados acusados. A apuração inicialmente foi difícil porque a Câmara não tinha os registros das passagens emitidas, as companhias aéreas Gol e TAM forneceram, então, a relação completa de bilhetes emitidos para terceiros por solicitação de deputados: cerca de 112 mil registros.
Ao longo de sete anos os investigadores tentaram, em vão, obter da Câmara a justificativa dos políticos para a viagem. Diante da falta de resposta, passaram então a estudar a hipótese de denunciar todos os que podem ter realizado a prática, para que cada explique na Justiça se é inocente, o que também evitaria a prescrição dos crimes.
Vários processos não tramitarão em primeira instância pelo fato de alguns prefeitos, inclusive de capitais, estarem na lista, e possuírem foro privilegiado, o que leva o caso ao tribunal regional. O caso será analisado pelo desembargador Olindo Menezes.
A Procuradoria-Geral da República pediu ao Supremo Tribunal Federal (STF) o arquivamento de vários casos análogos de políticos que ainda tinham foro privilegiado.